# Station Bydgoszcz Zachód
Station Bydgoszcz Zachód is een spoorwegstation in de Poolse plaats Bydgoszcz.